# Aérodrome de Villefranche-de-Rouergue
L’aérodrome de Villefranche-de-Rouergue ou Aérodrome de Graves (code OACI : LFCV) est un aérodrome ouvert à la circulation aérienne publique (CAP), situé à 2 km au nord-nord-ouest de Villefranche-de-Rouergue dans l’Aveyron (région Midi-Pyrénées, France).
Il est utilisé pour la pratique d’activités de loisirs et de tourisme (aviation légère).

## Installations
L’aérodrome dispose d’une piste en herbe orientée est-ouest (13/31), longue de 1 030 m et large de 80.
L’aérodrome n’est pas contrôlé. Les communications s’effectuent en auto-information sur la fréquence de 123,500 MHz.
S’y ajoutent :
- une aire de stationnement ;
- des hangars ;
- une station d’avitaillement en carburant (100LL et SP98 ) et en lubrifiant ;
- un restaurant[2].

## Activités
- Avion
- ULM